# Armand Gautier
Armand Gautier  (* 23. September 1837 in Narbonne; † 27. Juli 1920 in Cannes) war ein französischer Chemiker.

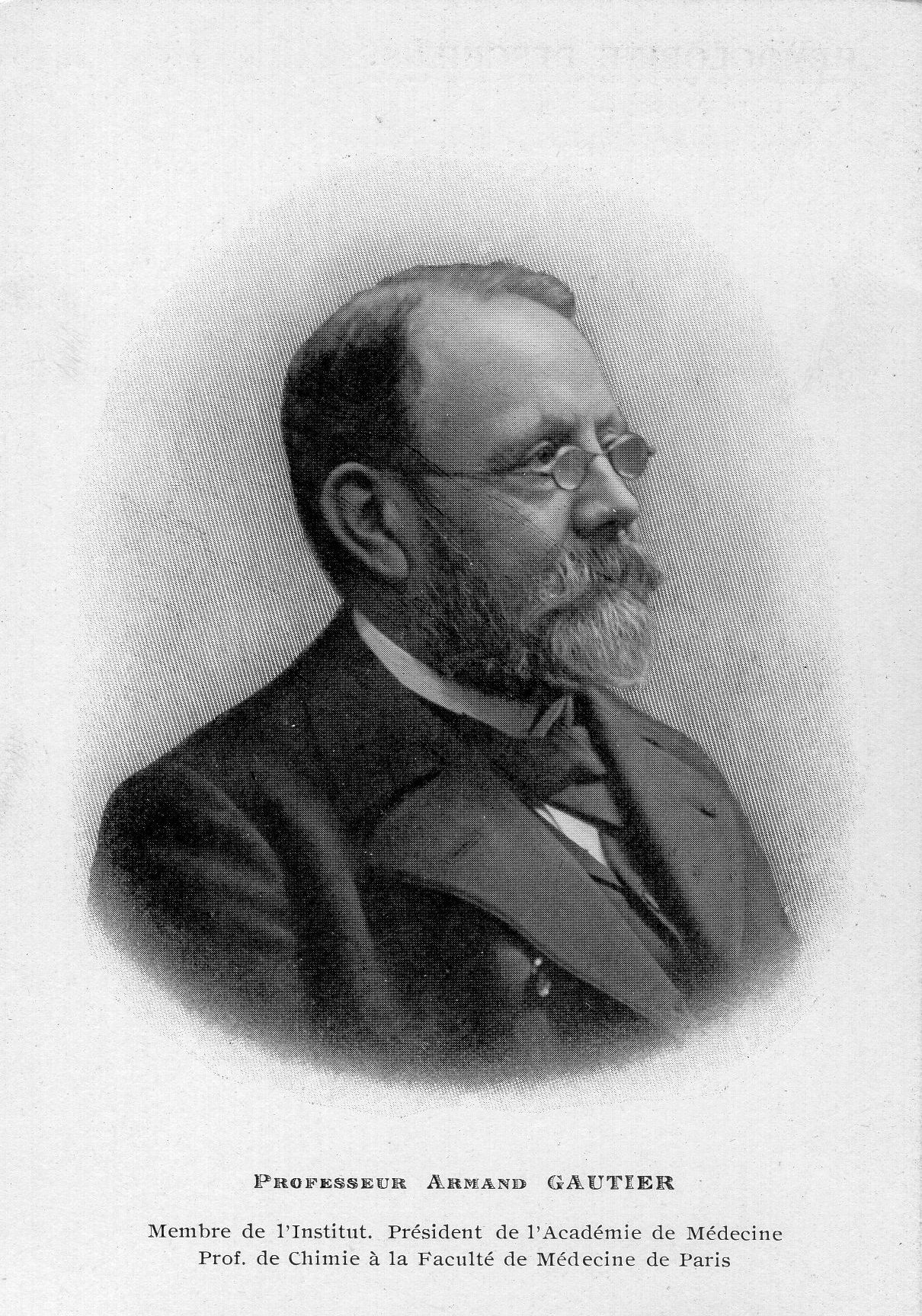
Armand Gautier

Gautier war Sohn eines Arztes und entschied sich im chemischen Labor der Medizinischen Fakultät in Montpellier Chemie zu studieren, wozu er nach Paris zu Charles Adolphe Wurtz ging. Er war Mitarbeiter am chemischen Labor der Medizinischen Fakultät in Paris, wurde 1874 Leiter des Labors für biologische Medizin und 1884 Professor. 1912 wurde er emeritiert.
1866 isolierte er erstmals Isonitrile bei der Umsetzung von Silbercyanid mit Methyliodid im Labor von Wurtz, womit er 1869 promoviert wurde. Später befasste er sich mit Biochemie und forensisch-medizinischen Themen (Leichengifte, Arsenausbreitung in Gewebe).
Er war Präsident der Academie de Médicine, 1876, 1891 und 1906 Präsident der Société chimique de Paris und Mitglied der Académie des sciences. 1907 wurde er zum assoziierten Mitglied der Académie royale des Sciences, des Lettres et des Beaux-Arts de Belgique gewählt.